# Mluvčí

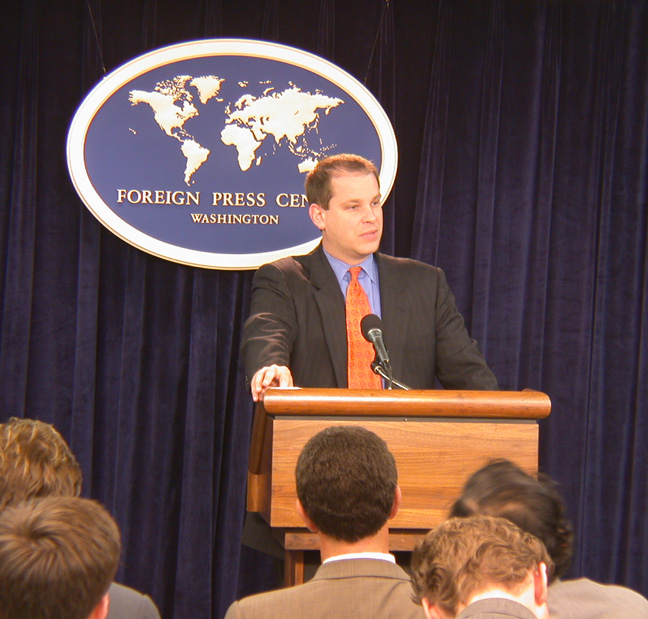
Bývalý mluvčí Národní bezpečnostní rady Spojených států Sean McCormack při tiskové konferenci se zahraničními novináři

Mluvčí nebo tiskový (tisková) mluvčí je osoba, která je pověřena mluvit jménem nadnárodní organizace, hlavy státu nebo vlády státu, úřadu, firmy, jiné organizace nebo soukromé osoby. Úkolem mluvčího nebo mluvčí je zabezpečit a udržovat kontakt s veřejností prostřednictvím hromadných sdělovacích prostředků jako jsou tisk, rozhlas, televize, zpravodajské agentury nebo on-line média.
Od mluvčího nebo mluvčí se očekává odpovídající vzdělání a pokud možno zkušenosti z novinářské oblasti, měl(a) by mít kvalitní, vstřícné a reprezentativní vystupování, schopnost verbálně komunikovat a zkušenosti s public relations. Dalším úkolem mluvčího (mluvčí) je informovat o stanoviscích organizace nebo osoby, která jej (ji) pověřila, informovat o jejích zásadních krocích a obhajovat činnost organizace nebo osoby, za kterou hovoří. Jeho (jejím) úkolem je také minimalizovat škody způsobené ve veřejném mínění při prezentaci nepříznivých zpráv a hájit pověst organizace nebo osoby.